# Giun đũa lợn lớn
Ascaris suum, còn được gọi là Giun đũa lợn lớn, là một giun tròn ký sinh trùng gây ra bệnh giun đũa ở lợn. Khi giun đũa ở lợn và con người ngày nay được coi là hai loài, Ascaris suum và Ascaris lumbricoides, với vật chủ khác nhau, các thí nghiệm cho thấy việc lây bệnh giữa người và lợn là có thể. Có một mối liên hệ giữa bệnh giun đũa ở Đan Mạch và tiếp xúc với lợn và phân lợn.
Ascaris suum phân bố trên toàn thế giới và phát triển chiều dài lên đến 40 cm (16 in). Nhiễm giun được điều trị bằng ascaricide.